# Ai no Baka
Albums de Yuki Uchida
Merry Christmas for You
(1995) Nakitakunalu
(1996)
 Ai no Baka  (愛のバカ) est le troisième album de Yuki Uchida (ou le quatrième si l'on compte un précédent mini-album). Il sort le 23 mars 1996 au Japon sur le label King Records, six mois seulement après son précédent album Mi-Chemin, et quatre mois après son mini-album Merry Christmas for You. Il atteint la 20e place du classement Oricon, et reste classé cinq semaines.
Il contient dix chansons, toutes inédites, écrites par divers artistes, dont Chara (Mō Iya). La chanson Shiawase ni Naritai sortie en single deux mois auparavant n'y figure donc pas ; elle figurera en "titre bonus" sur l'album suivant, Nakitakunalu, qui ne sortira que six mois plus tard. Le style musical plus sérieux de l'album s'écarte résoluement de celui des précédentes chansons pop légères de la chanteuse, d'où son moindre succès.

## Liste des titres
1. Oikaketekuru Tsuki (追いかけてくる月?)
2. Be My Boy (BE MY BOY?)
3. Baby's Universe
4. Mō Iya (もぉ いや?)
5. Secret Dial wo Mawase (シークレットダイヤルを廻せ?)
6. Hijyōkaidan de Odoru (非常階段で踊る?)
7. Robber no Circus (ロバのサーカス?)
8. Chikyū ga Naiteiru (地球が泣いている?)
9. Senaka wa Misenai (背中は見せない?)
10. Gin no Pendant (銀のペンダント?)